# Daniela L. Rus
Daniela L. Rus (n. 1963, Cluj, România) este o roboticiană româno-americană, director al MIT Computer Science and Artificial Intelligence Laboratory (CSAIL) și Profesor „Andrew și Erna Viterbi” în Departamentul de Inginerie Electrică și Știința Calculatoarelor (Department of Electrical Engineering and Computer Science, EECS) la Massachusetts Institute of Technology.

## Biografie
În 1993, Rus a primit doctoratul de la Universitatea Cornell sub îndrumarea lui John Hopcroft. Și-a început cariera universitară ca asistent, apoi conferențiar și în cele din urmă profesor în Departamentul de Informatică la Dartmouth College, înainte de a se muta la MIT.
La Departamentul de Informatică de la Dartmouth College, Rus a fondat și condus Laboratorul de Robotică. În prezent, este director al MIT Computer Science and Artificial Intelligence Laboratory (CSAIL) și șeful Laboratorului de Robotică Distribuită.
Rus este membră a Academiei Naționale de Inginerie NAE și un membră a AAAI și IEEE. De asemenea, a primit premiul NSF Career Award și bursele Alfred P. Sloan Foundation și MacArthur.

## Cercetare
Interesele de cercetare ale lui Rus includ robotica, calculul mobil și materia programabilă. Este recunoscută pentru munca sa în domeniul roboților auto-reconfigurabilii, mașini care au capacitatea de a se adapta la medii diferite, prin modificarea structurii lor geometrice interne. Această adaptare este realizată pe cont propriu, fără control de la distanță, în scop de locomoție, manipulare sau detecție. Rus a arătat că aceste mașini auto-reconfigurabile ar putea fi folosite în multe situații în care posibilele obstacole și constrângeri de mișcare nu ar putea fi vreodată pe deplin anticipate în sistemele software de control pre-programate (de exemplu, roboți de mare adâncime sau de explorare planetară).

### Robotică distribuită, colaborativă, de rețea
Cercetările lui Rus sunt axate pe dezvoltarea roboticii de rețea/distribuite/colaborative. Cu alte cuvinte, scopul este acela de a răspunde la întrebarea: cum pot colabora mai multe mașini pentru a atinge un țel comun? Sistemele de roboți distribuiți în rețea constau din mai mulți roboți care comunică între ei. În aceste sisteme, roboții interacționa la nivel local cu mediul.
Obiectivul este ca sistemul, luat ca un întreg, să aibă un comportament garantat la nivel global. Robotica distribuită este un domeniu important al roboticii deoarece investighează cum pot colabora grupurile de roboți pentru a realiza un obiectiv care depășește capacitatea roboților individuali. Rus a fost prima care a adus algoritmica în acest domeniu.

### Dezvoltare de algoritmi
Cercetările lui Rus vizează dezvoltarea de algoritmi care:
1. permit colaborarea;
2. consideră comunicarea, controlul și percepția;
3. sunt scalabili și, în general, independenți de numărul de unități în sistem;
4. au garanții demonstrabile. O temă importantă în acest domeniu este auto-organizarea: studiul proceselor de calcul care interacționează unele cu altele și cu lumea fizică prin intermediul percepției, comunicării și schimbării pentru a se reconfigura ca răspuns la cerințele obiectivului și mediului.

### Laboratorul de Robotică Distribuită
La MIT CSAIL, Rus conduce Laboratorul de Robotică Distribuită, care desfășoară activități de cercetare pe roboți modulari și auto-reconfigurabili, algoritmi distribuiți și sisteme de roboți auto-organizați, rețele de roboți și senzori pentru primul răspuns, rețele de senzori mobili și robotică subacvatică cooperativă.
Laboratorul său a creat roboți care pot imita o varietate de activități umane, precum îngrijirea grădinilor, dansul, întregul proces de copt de prăjituri, tăierea torturilor. Roboții pot de asemenea să zboare în roiuri fără ajutorul omului pentru a efectua acțiuni de supraveghere. Rus a condus numeroase proiecte inovatoare de cercetare în domeniul sistemelor multi-robot și aplicațiilor de transport, securitate, modelare și monitorizare a mediului, explorare subacvatică și agricultură.

## Premii
În 2017, Rus a fost inclusă în lista Forbes „Femei Incredibile care Avansează Cercetarea IA” (Incredible Women Advancing A.I. Research).